# Eucalyptus nova-anglica
Eucalyptus nova-anglica, menta de Nueva Inglaterra, es una especie de eucalipto de la familia de las mirtáceas.

## Descripción
Es un árbol de talla media de 25 metros. La corteza es persistente en el tronco y ramas más grandes, fibrosa gruesa, gris a café-grisáceo, mudándose en cortos listones. Las pequeñas ramas son verdes. 
Las hojas juveniles son opuestas, orbiculadas, rectas, enteras, glaucas, sésiles, 8 cm de largo, 6 mm de ancho. Las hojas adultas están separadas, estrechas lanceoladas o lanceoladas, falcadas, agudas, basalmente estrechadas, opacas a semi-brillosas, verdes o verde-grisáceas, anchas, concolorosas y 7–15 cm de largo, 0.7–1.3 mm de ancho.
Las flores son blancas o crema. 

## Distribución y hábitat
Crece razonablemente en suelos planos, prefiere margas arcillosas. Se distribuye en las Mesetas del Norte y en áreas adyacentes de Queensland.

## Taxonomía
Eucalyptus nova-anglica fue descrita por H.Deane & Maiden y publicado en Proceedings of the Linnean Society of New South Wales 24: 616. 1900.
Etimología
Eucalyptus: nombre genérico que proviene del griego antiguo: eû = "bien, justamente" y kalyptós = "cubierto, que recubre". En Eucalyptus L'Hér., los pétalos, soldados entre sí y a veces también con los sépalos, forman parte del opérculo, perfectamente ajustado al hipanto, que se desprende a la hora de la floración.
nova-anglica: epíteto
Sinonimia
- Eucalyptus cinerea var. nova-anglica  (H.Deane & Maiden) Maiden, Crit. Revis. Eucalyptus 3: 9 (1914)[3]